# Тепла щільна матерія
Тепла щільна речовина (англ. Warm dense matter, WDM) — рівноважний чи нерівноважний стан речовини в (довільно визначеному) діапазоні температури та густини між конденсованою речовиною та гарячою плазмою. Її можна визначити як стан, який є надто щільним, щоб описати його фізикою слабозв'язаної плазми, але надто гарячим, щоб описати його фізикою конденсованого середовища. У цьому стані потенціальна енергія кулонівської взаємодії між електронами та йонами має такий же порядок (або навіть значно перевищує) їх теплову енергію, а остання порівнянна з енергією Фермі. Як правило, WDM має густину десь між 0,01 і 100 г/см3 і температуру порядку кількох тисяч Кельвінів (десь між 1 і 100 еВ, в одиницях, яким надають перевагу практики).
WDM передбачається в надрах планет-гігантів, коричневих карликів і карликових зір. У лабораторіях WDM зазвичай утворюється під час інтенсивної взаємодії лазера з ціллю (включаючи дослідження термоядерного синтезу з інерційним утриманням), взаємодії пучка прискорених частинок із ціллю та в інших установках, де конденсована речовина швидко нагрівається, щоб стати плазмою сильної взаємодії. Таким чином, фізика WDM також має стосунок до абляції металів (вхід в атмосферу з космосу, лазерна обробка матеріалів, тощо).
WDM, створена за допомогою надшвидких лазерних імпульсів, може протягом короткого часу існувати в двотемпературній нерівноважній формі, де невелика частка електронів дуже гаряча, із температурою, значно вищою за температуру основної речовини.